# Gestreepte ransuil
De gestreepte ransuil (Asio clamator synoniem: Pseudoscops clamator) is een vogel uit de familie Strigidae (uilen).

## Verspreiding en leefgebied
Deze soort komt wijdverspreid voor in Midden- en Zuid-Amerika en telt vier ondersoorten:
- A. c. forbesi: van zuidelijk Mexico tot Panama.
- A. c. clamator: van Colombia en Venezuela tot oostelijk Peru en centraal en noordoostelijk Brazilië.
- A. c. oberi: Trinidad en Tobago.
- A. c. midas: oostelijk Bolivia tot Paraguay, zuidelijk Brazilië, Uruguay en noordelijk Argentinië.

## Status
De grootte van de populatie is in 2019 geschat op 0,5-5 miljoen volwassen vogels. Op de Rode lijst van de IUCN heeft deze soort de status niet bedreigd.